# Кинзи Кенър
Кинзи Кенър (на английски: Kinzie Kenner) е американска порнографска актриса и режисьор на порнографски филми.

## Ранен живот
Родена е на 22 юли 1984 г. в щата Калифорния, САЩ. Израства в Калифорния, като семейството ѝ се мести много пъти в различни градове в този щат. В ученическите си години посещава клубове за танци, като предпочита салса, модерни танци и хип-хоп.

## Кариера
Кинзи Кенър започва своята кариера в порноиндустрията през февруари 2003 г., когато е на 19 години.
Първият ѝ филм е „Young As They Cum #12“, като в него е и първата ѝ секс сцена с мъж – с Мануел Ферара.
Участва във видеоклипа на песента „Who's Your Daddy?“ на рапъра Некро от албума му The Sexorcist.

## Личен живот
След като става порноактриса се премества да живее във Финикс, Аризона. През 2005 г. са поставени импланти в гърдите ѝ, с което размерът им е увеличен. Кенър е омъжена и твърди, че съпругът ѝ я подкрепя и подпомага в нейната кариера.  Има сестра, която също живее в Аризона.

## Награди и номинации
Носителка на награди
- 2006: XRCO награда за Cream Dream.[7]

Номинации
- 2007: Номинация за AVN награда за изпълнителка на годината.[8]
- 2007: Номинация за AVN награда за най-добра анална секс сцена (видео) – „Lil' Red Riding Slut“ (с Ранди Спиърс).[8]